# Cocco-bacillo

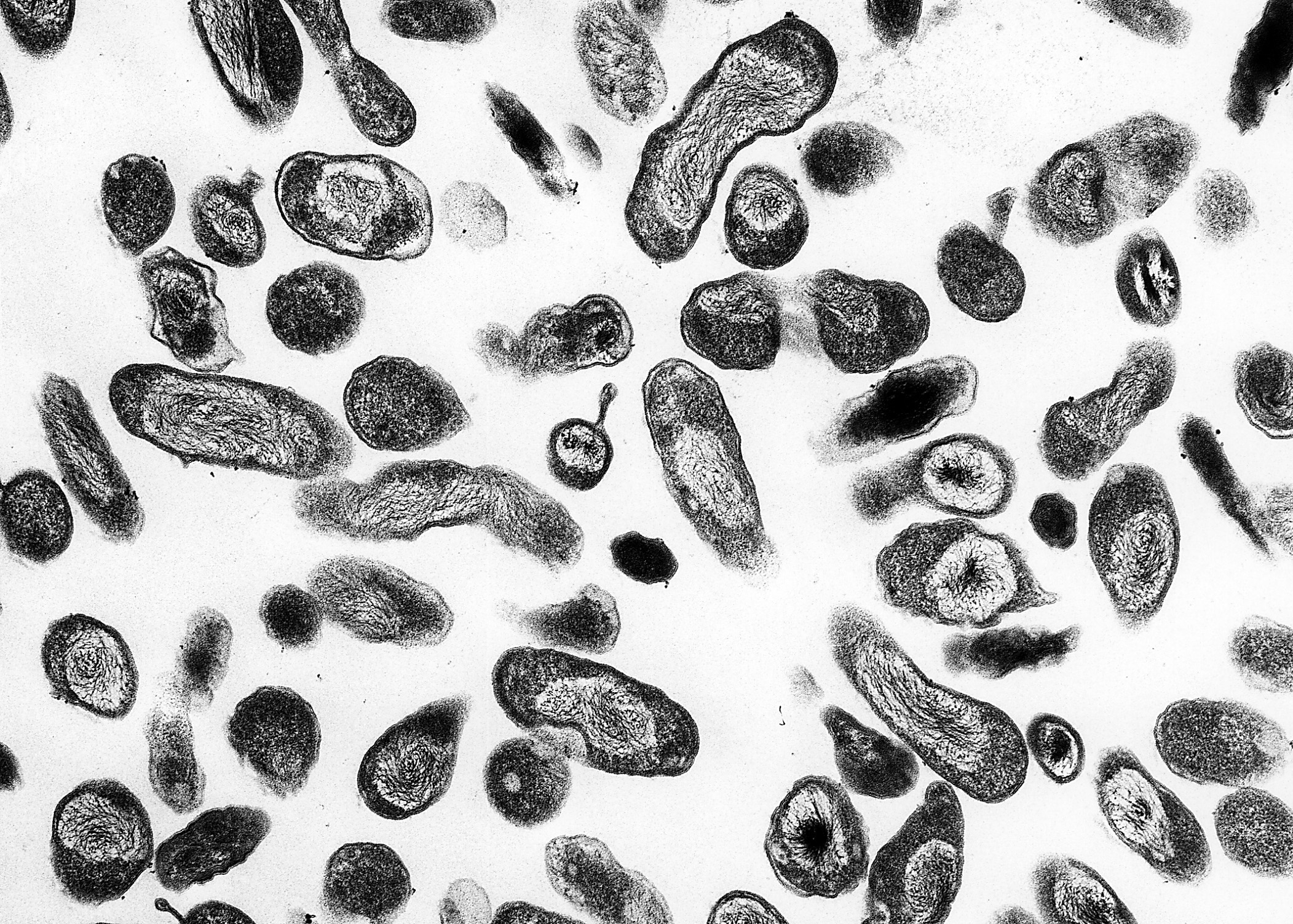
Coxiella burnetii, un cocco-bacillo

Un cocco-bacillo è un tipo di batterio con una forma intermedia tra i cocchi (batteri a forma sferica) e bacilli (batteri a forma di bastoncino). I cocco-bacilli, quindi, si presentano con una forma allungata ma molto corta e pertanto possono essere scambiati per cocchi.
L'Haemophilus influenzae, il Gardnerella vaginalis e la Chlamydia trachomatis sono tutti cocco-bacilli. L'Aggregatibacter actinomycetemcomitans è un cocco-bacillo gram-negativo che si trova in prevalenza nelle placche subgengivali. I ceppi di Acinetobacter possono crescere su terreni solidi come cocco-bacilli. Il Bordetella pertussis è un cocco-bacillo gram-negativo responsabile della pertosse, mentre lo Yersinia pestis, anch'esso un cocco-bacillo, è l'agente eziologico della peste.
Un cocco-bacillo è anche la Coxiella burnetii; i batteri del genere Brucella sono coccobacilli importanti dal punto di vista medico poiché causano la brucellosi. L'Haemophilus ducreyi, un altro cocco-bacillo gram-negativo, è correlato con le malattie a trasmissione sessuale e nei carcinomi.